# Palliduphantes chenini
Palliduphantes chenini là một loài nhện trong họ Linyphiidae.
Loài này thuộc chi Palliduphantes. Palliduphantes chenini được Robert Bosmans miêu tả năm 2003.